# Wolfgang Richter (Theologe)
Wolfgang Richter (* 19. Dezember 1926 in Brusque; † 20. März 2015) war ein deutscher Alttestamentler.

## Leben
Richter studierte Semitistik und war Assistent in Tübingen und Bonn, wo er die theologische Dissertation bei Gerhard Johannes Botterweck ablegte. Nach der Habilitationsschrift 1965 in München lehrte er dort von 1966 bis 1983 als Privatdozent, als außerplanmäßiger Professor und zuletzt als Ordinarius für Einleitung und Exegese des Alten Testaments und biblisch-orientalische Sprachen in Nachfolge von Vinzenz Hamp. 1983 wechselte er an den Lehrstuhl für Hebräische und Ugaritische Sprach- und Literaturwissenschaft am Institut für Assyriologie und Hethitologie der Fakultät für Altertumskunde und Kulturwissenschaften der LMU München. Von 1986 bis 1991 übernahm er den Lehrstuhl für Hebraistik und Ugaritistik. 
Er zeigte zunehmend wissenschaftliches Interesse an der syntaktisch-semantischen Weiterführung des umfassenden Forschungsprogramms der „Grundlagen einer althebräischen Grammatik“ und an Forschungen auf dem Gebiet der linguistischen Datenverarbeitung als Weg zu einer computergestützten Textanalyse. 1986 begann er die Einführung rechnergestützter Verfahren bei der Sprach- und Textanalyse im Rahmen des Pilotprojekts Eingabe und sprachwissenschaftliche Analyse alttestamentlicher Texte; daraus geht das Projekt Biblia Hebraica transcripta hervor. 1994 erfolgte die Emeritierung.
Richter war Herausgeber der Buchreihe Studien zum Alten und Neuen Testament (StANT) sowie Begründer der Reihe Arbeiten zu Text und Sprache im Alten Testament (ATS).

## Schriften (Auswahl)
- Traditionsgeschichtliche Untersuchungen zum Richterbuch (= Bonner biblische Beiträge. Band 18). Hanstein, Bonn 1963, OCLC 851286257 (zugleich Dissertation, Bonn 1963).
  - Traditionsgeschichtliche Untersuchungen zum Richterbuch (= Bonner biblische Beiträge. Band 18). 2. durchgesehene Auflage, Hanstein, Bonn 1966, OCLC 926859590 (zugleich Dissertation, Bonn 1963).
- Die Bearbeitungen des Retterbuches in der deuteronomischen Epoche (= Bonner biblische Beiträge. Band 21). Hanstein, Bonn 1964, OCLC 644584814.
- Recht und Ethos. Versuch einer Ortung des weisheitlichen Mahnspruches (= Studien zum Alten und Neuen Testament. Band 15). Kösel, München 1966, OCLC 879525875 (zugleich Habilitationsschrift, München 1966).
- Die sogenannten vorprophetischen Berufungsberichte. Eine literaturwissenschaftliche Studie zu 1 Sam 9,1–10,16, Ex 3f. und Ri 6,11b–17 (= Forschungen zur Religion und Literatur des Alten und Neuen Testaments. Heft 101). Vandenhoeck und Ruprecht, Göttingen 1970, OCLC 610750130.
- Exegese als Literaturwissenschaft. Entwurf einer alttestamentlichen Literaturtheorie und Methodologie. Vandenhoeck und Ruprecht, Göttingen 1971, ISBN 3-525-53547-3.
- Transliteration und Transkription. Objekt- und metasprachliche Metazeichensysteme zur Wiedergabe hebräischer Texte (= Arbeiten zu Text und Sprache im Alten Testament. Band 19). EOS-Verlag, Sankt Ottilien 1983, ISBN 3-88096-519-6.
- Materialien einer althebräischen Datenbank. Die bibelhebräischen und -aramäischen Eigennamen morphologisch und syntaktisch analysiert (= Arbeiten zu Text und Sprache im Alten Testament. Band 47). EOS-Verlag, Sankt Ottilien 1996, ISBN 3-88096-547-1.
- Materialien einer althebräischen Datenbank. Nominalformen (= Arbeiten zu Text und Sprache im Alten Testament. Band 51). EOS-Verlag, Sankt Ottilien 1998, ISBN 3-88096-551-X.
- Materialien einer althebräischen Datenbank. Wortfügungen (= Arbeiten zu Text und Sprache im Alten Testament. Band 53). EOS-Verlag, Sankt Ottilien 2000, ISBN 3-8306-7028-1.